# Planeta bez jádra
Planeta bez jádra je hypotetický typ terestrické planety, která nemá kovové jádro, a je tedy de facto obřím skalnatým pláštěm. Takové planety se mohou tvořit v chladnějších oblastech daleko od hvězdy.

## Původ
Podle studie z roku 2008, kterou vypracovaly Sara Seager a Linda Elkins-Tanton, existují pravděpodobně dva způsoby, jak by se mohla planeta bez jádra vytvořit.
Prvním způsobem je akrece chondritových materiálů bohatých na vodu, kde je veškeré kovové železo vázáno v silikátových minerálech. Takové planety by se mohly tvořit v chladnějších oblastech dál od centrální hvězdy.
Druhý způsob zahrnuje akreci materiálů bohatých na vodu i kovové železo. V tomto případě železo reaguje s vodou za vzniku oxidu železa a uvolnění vodíku ještě před diferenciací kovového jádra. Pokud jsou železné kapky dostatečně malé (méně než 1 cm) a dobře promíchané, výsledkem je, že železo oxiduje a je uvězněno v plášti, čímž je znemožněno vytvoření jádra.

## Magnetické pole
Magnetické pole Země je výsledkem pohybujícího se kapalného kovového jádra podle teorie dynama. U super-Zemí však může jejich hmotnost způsobit vysoké tlaky, vysokou viskozitu a vysoké teploty tání, což může zabránit diferenciaci jejich vnitřku a vést k homogenním plášťům bez jádra. Oxid hořečnatý, který je na Zemi pevný, může být v podmínkách super-Zemí kapalný a generovat magnetické pole v jejich pláštích.

## Charakteristiky
Předpokládá se, že velikosti planet s jádrem a bez jádra jsou podobné, liší se pouze o několik procent. To ztěžuje určení složení vnitřku exoplanet na základě měření jejich hmotnosti a poloměru.